# Frank McCourt
Francis (Frank) McCourt (Brooklyn (New York), 19 augustus 1930 - Manhattan (New York), 19 juli 2009) was een Iers-Amerikaanse schrijver die pas tegen het einde van zijn leven debuteerde met autobiografische boeken over zijn jeugd in Ierland en zijn latere leven in de Verenigde Staten.

## Levensloop
Frank McCourt is de oudste zoon van zeven kinderen van Malachy en Angela McCourt. Zij wonen in Brooklyn. Door het overlijden van zijn pasgeboren zusje vervalt zijn vader (Malachy McCourt) in zijn oude alcoholverslaving. Na een bezoek van zijn tantes wordt door de grootmoeder geld geleend om het gezin terug te brengen naar Ierland. 
De familie komt er aan in het pas verdeelde land en trekt verder naar Noord-Ierland, alwaar zij enige tijd logeren bij zijn grootouders van vaders zijde in County Antrim. Daar er op het platteland van het graafschap Antrim geen werk te vinden is voor zijn vader en zijn grootouders de familie niet kunnen herbergen leent zijn grootvader de familie geld voor de bus naar Dublin.
In Dublin hoopt zijn vader een uitkering te ontvangen daar hij nog gevochten heeft in de IRA en de Ierse Vrijstaat staatspensioenen en uitkeringen verstrekt aan oud-strijders in de Ierse Onafhankelijkheidsoorlog (1919-1921). Zijn naam wordt niet gevonden en verder onderzoek wordt niet geboden nadat zijn vader vraagt het geld dat hem gegeven wordt om hem en de jonge Frank per bus weer terug te brengen naar het busstation in het centrum op het peil te brengen van een pint bier. 
In Dublin aangekomen heeft de familie dus geen geld en geen inkomen. Zij worden geholpen door het lokale politiebureau alwaar zij een nacht verblijven en waar men geld ophaalt om de familie per trein naar de geboorteplaats van zijn moeder Limerick te brengen.
In Limerick blijkt het voor zijn vader moeilijk aan de bak te komen. Punt een is er weinig werk in Limerick en punt twee is het wantrouwen tegen een man uit het Noorden (Noord-Ierland dat onafhankelijk bleef na de onafhankelijkheid van Ierland in 1922). Als zijn vader dan werk vindt, wordt het salaris dat op vrijdag contant uitbetaald wordt na enkele weken verdronken in de pubs hetgeen dan weer resulteert in ontslag. Hierdoor vervalt de familie in bittere armoede.
Tijdens de emergency (de Tweede Wereldoorlog in Ierland) vindt zijn vader net als zoals vele andere Ieren werk in de oorlogsindustrie in Engeland (hier lagen de salarissen een stuk hoger dan in Ierland zelf zodat een gezin in luxe kon leven). Helaas blijkt de weelde Malachy McCourt te veel en verdwijnt het meeste van zijn salaris in de kassa's van de pubs van Coventry. Zijn moeder kan geen aanspraak meer maken op een bijstandsuitkering van de overheid en ondanks hulp van de liefdadigheidsinstelling St Vincent de Paul (die nog steeds werkzaam is in Ierland) wordt hen de huur opgezegd en trekt de familie in bij een neef van zijn moeder. Zijn moeder moet zelfs een relatie aangaan met haar neef om kost en inwoning te verzekeren voor haar en haar kroost. Frank vlucht na een ruzie het huis uit en trekt in bij zijn oom.
Frank McCourt vindt in deze tijd werk (op zijn veertiende verjaardag) als telegrambezorger en later als schrijver van incassobrieven voor de lokale leenvrouwe (een welgestelde dame uit de buurt waar de armen tegen woekerrente geld konden lenen). Na enige tijd vindt hij deze vrouw dood in haar huis en met een graai uit het geldkistje plus het geld dat hij gespaard had van zijn baantjes heeft hij genoeg voor een terugkeer naar Amerika (waar vele Ieren in de loop der jaren zijn heengetrokken om een beter bestaan te vinden).

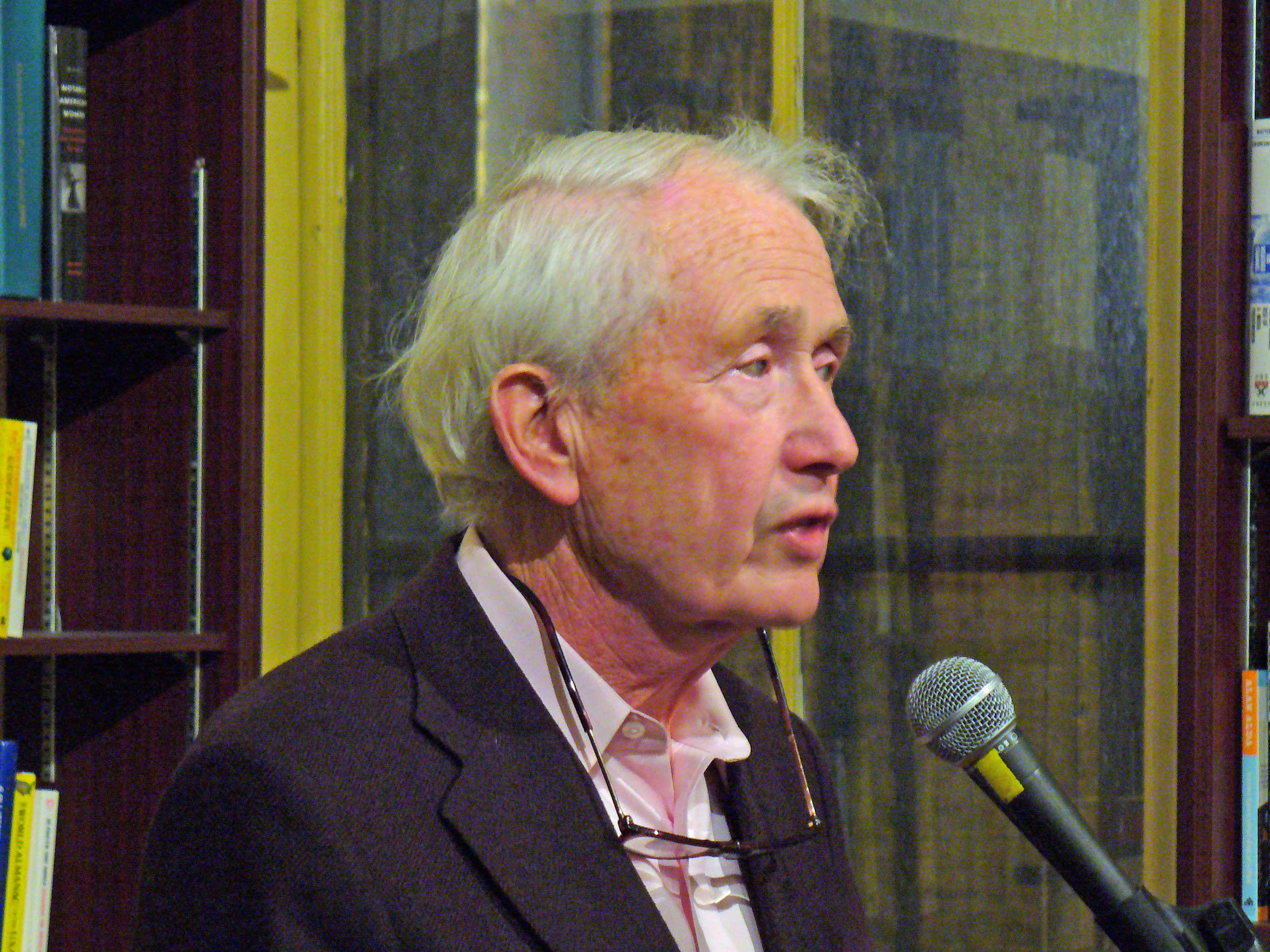
Frank McCourt (2007)

In Amerika heeft hij enkele banen tot hij dienst moet nemen in het Amerikaanse leger (daar hij door zijn geboorte het Amerikaans staatsburgerschap had) in de Korea-oorlog. Na terugkeer in de 'normale' samenleving vindt hij uiteindelijk werk als leraar, dat hij tot zijn pensioen zal doen.
Na vele overpeinzingen en morele steun van zijn vrouw en dochter besluit hij zijn jeugd op papier te zetten. Zijn jeugd in Ierland wordt beschreven in het boek Angela's Ashes en de eerste jaren als jongeman in zijn boek 'Tis.
Na het verschijnen en het succes van zijn boeken komen verhalen naar boven over alcohomisbruik door Frank McCourt zelf (hij zou onder andere zo dronken geweest zijn tijdens de asverspreiding van zijn moeder dat hij de urn kwijtraakte) en treden er ook onwaarheden in zijn boek aan het licht. McCourt heeft zelf deze verhalen grotendeels ontkend.
Frank McCourt, die ook een vorm van huidkanker had, overlijdt op 78-jarige leeftijd ten gevolge van een hersenvliesontsteking.

## Prijzen
Voor Angela's Ashes ontving hij in 1996 de National Book Critics Circle Award en in 1997 de Pulitzerprijs, beide in de categorie (auto)biografie.

## Verfilming
Angela's Ashes werd in 1999 verfilmd onder de Nederlandse titel De as van mijn moeder.
- Bibsys: 90983616
- Biblioteca Nacional de España: XX4579813
- Bibliothèque nationale de France: cb131678137 (data)
- Catàleg d'autoritats de noms i títols de Catalunya: 981058524674506706
- CiNii: DA12659176
- Gemeinsame Normdatei: 11946411X
- International Standard Name Identifier: 0000 0001 1680 1281
- Library of Congress Control Number: n96014250
- Nationale Bibliotheek van Letland: 000040108
- MusicBrainz: 551e5261-28f5-4992-81f0-795a1cde0031
- Bibliotheek van het Japanse parlement: 00690063
- Nationale Bibliotheek van Tsjechië: jn20000701199
- Nationale bibliotheek van Australië: 35531846
- Nationale Bibliotheek van Israël: 987007296933605171
- Nationale Bibliotheek van Polen: a0000001188226
- Nationale en Universitaire bibliotheek Zagreb: 000075050
- Nederlandse Thesaurus van Auteursnamen: 152075054
- Istituto Centrale per il Catalogo Unico: RAVV102028
- SNAC: w6bs0mh1
- Système universitaire de documentation: 035110570
- Virtual International Authority File: 84035838
- WorldCat: E39PBJycMyrdPJpD3cYTFVpQMP